# Юган Ренк
Бо Юган Ренк (швед. Bo Johan Renck, нар. 5 грудня 1966, Уппсала, Швеція) — шведський режисер музичних відео, ТБ і кіно. Він був співаком і автором пісень у 1991 — 2001 роках, використовуючи прізвисько Стакко Бо (швед. Stakka Bo).

## Біографія
Юган Ренк має ступінь з економіки Стокгольмської школи економіки. 2013 одружений з Ейлін Ренк. Йоган Рен Флора вийшла заміж. Разом у них троє дітей.

### Кар'єра в музиці
Його пісня «Here We Go» з альбому Supermarket була хітом в 1993 і 1994 роках. Ця пісня звучала в одному епізоді мультсеріалу «Бівис і Батхед», і ввійшла до саундтреку гри UEFA Euro 2004 компанії EA SPORT.

### Кіно і телебачення
Прем'єра першого фільму Ренка «Завантаження Ненсі» відбулася на кінофестивалі «Санденс» 21 січня 2008 року в Парк-Сіті, штат Юта. Згодом Ренк зняв художній фільм «Decadent Control for Imagine Fashion», прем'єра якого відбулася в березні 2011 року. У ньому знялися Роберто Каваллі, Єва Герцигова, Кірсті Г'юм і Бред Кроніг і використовували моду від Agent Provocateur і H&M.
Ренк зняв три епізоди телевізійної драми «Пуститися берега», один епізод «Ходячих мерців» та один епізод «Зупинись і гори», для телеканалу AMC. 2019 року Ренк зняв мінісеріал «Чорнобиль», інсценування катастрофи 1986 року для телеканалу HBO, в якому взяли участь Стеллан Скарсгард, Джаред Гарріс і Емілі Вотсон, та інші.

## Дискографія

### Альбоми
- 1993 — Supermarket
- 1995 — The Great Blondino
- 2001 — Jr.

### Сингли
- 1991
  - We Got the Atmosphere (разом з E-Type)
- 1992
  - Numania 1 (разом з E-Type)
- 1993
  - Here We Go
  - Down the Drain
  - Living It Up
- 1994
  - On Your Knees
  - We
- 1995
  - Great Blondino
- 1996
  - Softroom
  - We Vie (разом з Titiyo, Fleshquartet та Nåid)
- 2001
  - Mute
  - Killer
  - Love of a Woman

## Фільмографія

### Телебачення

#### Режисер
- 2009 — «Пуститися берега» (Епізоди: "Breakage" і "Más")
- 2010 — «Ходячі мерці» (Епізод: "Vatos")
- 2011 — «Пуститися берега» (Епізод: "Hermanos")
- 2013 — «Вікінги» (3 серії)
- 2013 — «Мотель Бейтсів» (Епізод: "Trust Me")
- 2014 — «Ettor & nollor» (2 серії)
- 2014 — «Зупинись і гори» (Епізод: "Close to the Metal")
- 2015 — «Родовід» (2 серії)
- 2015 — «The Last Panthers» (6 серій)
- 2016 — «Shut Eye» (Епізод: "Death")
- 2019 — «Чорнобиль» (5 серій)

#### Виконавчий продюсер
- 2015 — «The Last Panthers»
- 2019 — «Чорнобиль»

### Фільми
| Рік  |   | Українська назва     | Оригінальна назва | Роль                         |
| ---- | - | -------------------- | ----------------- | ---------------------------- |
| 2008 | ф | «Завантаження Ненсі» | Downloading Nancy | режисер                      |
| 2024 | ф | «Астронавт»          | Spaceman          | режисер, виконавчий продюсер |

### Музичні відео

#### Режисер
- 2023 — Sigur Rós – «Blóðberg»